# Curlo
Il curlo è un particolare tipo di trottola, attivata tirando una cordicella (detta anche "zajagghj") arrotolata intorno al curlo stesso. Il gioco, molto in uso, negli anni passati, tra i bambini della Puglia (precisamente in Capitanata, nel Gargano e nel nord-barese), prevedeva, per i più esperti, anche il salto della trottolina che ruotava (sempre utilizzando la cordicella). Il curlo è dotato di una punta di ferro e a seconda del tipo di punta e del rumore che il curlo fa quando gira, si parla di curlo "seta", curlo "tarantin"ecc.. A Monte Sant'Angelo (FG) si usava giocare a "spacca curlo". A turno uno dei giocatori posizionava il proprio curlo a terra e gli altri giocatori dovevano lanciare il proprio curlo cercando di colpire con la punta di ferro la parte in legno del curlo a terra, con l'obiettivo di spaccarlo. Chi riusciva a spaccare il curlo avversario diventava proprietario della punta di ferro del curlo rotto. Ogni "curlata" (quindi ogni ciclo di vita del curlo lanciato con la "zajagghj") doveva concludersi con il tocco del curlo a terra. Se il curlo lanciato non colpiva il curlo a terra, il lanciatore poteva prenderlo in mano (sempre se "attivo") e lasciarlo cadere di punta sul curlo a terra. Chi "curlava" senza riuscire a colpire o a toccare anche di striscio il curlo presente a terra, doveva posare il proprio curlo in sostituzione di quello non colpito (quest'ultimo poteva essere usato dal proprietario per colpire il nuovo curlo presente a terra).

## Descrizione
Il curlo è formato da una parte in legno (sulla quale viene avvolta la corda) ed una punta in metallo che va a contatto col pavimento o col suolo quando rotea.